# Fundação Weston A. Price
A Fundação Weston A. Price (em inglês: Weston A. Price Foundation ou "WAPF"), cofundada em 1999 por Sally Fallon (Morell) e pela nutricionista Mary G. Enig, é um organização 501(c)(3) sem fins lucrativos dos EUA dedicada a "restaurar alimentos densos em nutrientes à dieta americana mediante a educação, a pesquisa e o ativismo."
A fundação tem sido criticada por espalhar desinformação médica e conselhos de saúde perigosos. A Food and Drug Administration (FDA) dos EUA alertou a respeito de sua defesa de beber leite cru e vários nutricionistas, incluindo Joel Fuhrman, estavam preocupados com sua defesa dos benefícios das gorduras de origem animal para a saúde.

## Weston A. Price
Price foi um dentista de Cleveland, Ohio, cujo livro de 1939, Nutrition and Physical Degenaration, descreve o trabalho de campo que ele fez nas décadas de 1920 e 1930 entre várias culturas do mundo, com o objetivo original de registrar e estudar a saúde dental e o desenvolvimento das populações pré-industriais.

## Organização
A presidente da fundação é Sally Fallon Morell. De acordo com a WAPF, ela possui um B.A. em Inglês pela Universidade de Stanford e um M.A. pela Universidade da Califórnia em Los Angeles (UCLA).
A fundação possui sete membros do conselho e inúmeros membros honoráveis, a maioria dos quais possuem qualificações médicas ou nutricionais. Em 2010, seu quadro de membros somava 13.000 e estava crescendo a uma taxa anual de 10%, de acordo com o Washington Post.
Suas principais fontes de apoio são as mensalidades e contribuições de seus membros. Ela não recebe financiamento do governo ou das indústrias de processamento de alimentos e do agronegócio. Ela aceita patrocínios, expositores e publicidade de empresas pequenas - a convite -, cujos produtos estejam alinhados com seus princípios. Os patrocinadores incluem produtores de carne de gado alimentado a pasto e de peixe selvagem, bem como as empresas de produtos de saúde.
Um relatório de 2004 publicado pela fundação declarou que ela é dedicada a "restaurar comidas densas em nutrientes à dieta americana mediante a educação, a pesquisa e o ativismo", e "apoia uma série de movimentos que contribuem para esse objetivo, incluindo instrução nutricional acurada, agricultura orgânica e biodinâmica, alimentação do gado a pasto, fazendas apoiadas pela comunidade, rotulagem honesta e informativa, parentalidade preparada e terapias nutritivas.
Os objetivos específicos incluem o estabelecimento de um acesso universal ao leite cru certificado e o banimento do uso da soja nas fórmulas infantis. A organização faz lobby ativamente em Washington, D.C. sobre questões como as diretrizes dietéticas governamentais e os programas de almoço escolar.

## Publicações
A WAPF publica uma revista trimestral chamada Wise Traditions in Food, Farming, and the Healing Arts, e um guia anual de compras que lista produtos feitos de ingredientes orgânicos e não-OGM e preparados usando métodos tradicionais e artesanais.

## Recomendações dietéticas
As recomendações da fundação incluem o consumo de alimentos não processados ou minimamente processados, incluindo: gorduras tradicionais (azeite de oliva, óleo de abacate, óleo de fígado de bacalhau e gorduras animais, como banha e sebo, etc.), frutas e vegetais orgânicos, produtos lácteos crus, laticínios e vegetais azedos ou lactofermentados (como chucrute), grãos integrais (embebidos ou azedados para neutralizar seu ácido fítico, suas lectinas e outros antinutrientes), e caldos de ossos.
As publicações da WAPF falam regularmente contra a marijuana/canabis e outras drogas, por serem danosas e viciantes.

### Hipótese lipídica
A Fundação Weston A. Price é conhecida por suas posição controversa contra a hipótese lipídica, mantendo uma postura positiva em relação ao consumo de gorduras saturadas e ao colesterol de comidas tradicionais.

### Críticas
As visões anti-vegetarianas e anti-soja da fundação têm sido criticadas como "mitos" em diversas publicações. Por exemplo, o Quackwatch descreve a fundação como promotora de "estratégias dietéticas questionáveis" e as suposições centrais de Price como contrárias ao entendimento médico contemporâneo, e a Science-Based Medicine avaliou as alegações médicas e nutricionais da Fundação Weston A. Price e concluiu que o site é "um dos piores da internet" devido a informações falsas e que induzem ao erro.
Semelhantemente, John Robbins revisou a história da Fundação Weston A. Price e forneceu evidências de que Weston A. Price recomendou uma dieta vegetariana e láctea a seus próprios familiares.
Joel Fuhrman escreveu uma série de artigos intitulados "A verdade acerca da Fundação West Price", nos quais ele argumenta que a fundação é uma provedora de "mitos nutricionais", em grande parte porque eles têm falhado em atualizar suas recomendações à luz de evidências contraditórias, e critica a defesa dos benefícios das gorduras de origem animal para a saúde.

## Ativismo
A Fundação Weston A. Price é um grupo lobista que busca banir a fórmula infantil de soja e defende uma dieta densa em nutrientes de alimentos integrais, incluindo as gorduras animais. Membro do Conselho de Administração, Kaayla Daniel lançou um livro intitulado "The Whole Soy Story: The Dark Side of America's Favorite Health Food".
A fundação é defensora do consumo de leite não pasteurizado, ou leite cru, no que é conhecido como o debate do leite cru dos Estados Unidos. Um de seus objetivos é remover os regulamentos de saúde que requerem a pasteurização de produtos lácteos, para que assim o leite cru possa ser adquirido legalmente em todos os estados.Os apoiadores desta campanha acreditam que a pasteurização remove ou destrói partes benéficas do leite cru, levando a um produto menos saudável, que está associado a inúmeras doenças.
Contudo, os Centros de Controle e Prevenção de Doenças e a Food and Drug Administration dos EUA discordaram disso, observando que o processo de pasteurização "não muda significativamente o valor nutricional do leite" e que o consumo de leite cru representa um "grave risco à saúde". Eles apontam que, antes do uso disseminado da pasteurização, muitas doenças eram comumente transmitidas pelo leite cru, enquanto que, até 2005, elas compunham menos de 1% dos surtos de doenças por contaminação alimentar e da água. O diretor da Administration Division of Plant- and Dairy-Food Safety dos EUA, John Sheehan, chamou as alegações da organização sobre os benefícios para a saúde e a segurança do leite cru de "falsas, desprovidas de apoio científico e que induzem os consumidores ao erro."
A organização também apoia fazendas e alimentos locais. Estabelecida com a ajuda da fundação em Julho de 2007, a Farm-to-Consumer Legal Defense Fund visa proteger os direitos dos agricultores de fornecer carnes, ovos, produtos lácteos crus, legumes e outros alimentos diretamente aos consumidores. Isso inclui proteger a "liberdade de escolha dos consumidores de consumir leite cru", de acordo com Pete Kennedy, presidente do Fundo. Em seu primeiro ano de operação, ela arrecadou mais de $ 350.000 e recebe em torno de três pedidos de assistência por semana de agricultores nos Estados Unidos que enfrentam desafios legais ou burocráticos em relação às vendas de leite cru.
A Fundação Weston A. Price, por meio da fundadora Sally Fallon e do colaborador regular Andrew Kaufman, publicou artigos em seu jornal interno Wise Traditions que põem em questão a ciência estabelecida a respeito da COVID-19, especificamente que é um vírus, que as vacinas são benéficas, se não totalmente mortais, e teorias a respeito das origens da radiação da rede 5G. A organização tem mantido uma postura antivacina consistente e se envolveu na defesa antivacina desde a sua fundação em 1999, a despeito do fato de seu homônimo, Weston A. Price, não ter sido antivacina.